# Sonia Wachstein
Sonia Wachstein (geboren 25. Oktober 1907 in Wien, Österreich-Ungarn; gestorben 10. August 2001 in New York City) war eine austroamerikanische Sozialarbeiterin. 

## Leben
Sonia Wachstein war das zweite Kind des Bibliothekars Bernhard Wachstein und der Lehrerin Marie Weiss. Ihr Bruder, der Mediziner Max Wachstein (1905–1965), überlebte die Haft im KZ Dachau und im KZ Buchenwald und wurde nach der Emigration Pathologe in den USA.
Ihre Mutter erteilte ihr drei Jahre lang Hausunterricht, bevor Sonia Wachstein in die Volksschule kam. Ab 1918 besuchte sie das Reformgymnasium für Mädchen in Hietzing und studierte nach der Matura Germanistik und Anglistik an der Universität Wien.
Sie wurde mit der Dissertation Der literarische Geschmack des Wiener Burgtheaterpublikums im letzten Viertel des 18. Jahrhunderts bei Paul Kluckhohn promoviert. Nach der Lehramtsprüfung absolvierte sie ein Probejahr an der Schwarzwaldschule und unterrichtete danach Deutsch und Englisch an der Zwi-Perez-Chajes-Schule. Während der Februarkämpfe 1934 versteckte sie Schutzbundkämpfer. 
Nach dem Anschluss Österreichs emigrierte sie nach England, wo sie eine Arbeitserlaubnis als Englischlehrerin für Immigranten erhielt. Sie zog 1944 in die USA, wo sie Sozialarbeit am Bryn Mawr College studierte und 1946 einen Master-Abschluss machte. Von 1952 bis 1977 arbeitete sie als Sozialbeamtin im Bureau of Child Guidance der Unterrichtsbehörde der Stadt New York. 1965/66 lehrte sie mit einem Fulbright-Stipendium an der katholischen Universität Lima und an der Universität San Marcos.
Wachstein schrieb Beiträge in sozialpädagogischen Fachzeitschriften. 1996 veröffentlichte sie eine Autobiografie über ihre Wiener Zeit. 

## Schriften (Auswahl)
- Child Guidance without involving Parents? In: Child Welfare, April 1960.
- On the Spot Prevention. Dealing with the Incipient School Phobic Reaction in Adolescents. In: Pathways in Child Guidance. Bureau of Child Guidance, Board of Education of the City of New York, 1962.
- The Two Worlds of a Fulbright Lecturer in Peru. In: Pathways in Child Guidance. Bureau of Child Guidance, Board of Education of the City of New York, 1966.
- News from the Field, Bedford Stuyvesant’s P.S.83. A School for Healing. In: Child Welfare, Dezember 1972.
- Too Deep Were Our Roots: A Viennese Jewish Memoir of the Years Between the Two World Wars. New York: Sag Harbor, 2001.
  - Hagenberggasse 49: Erinnerungen an eine Wiener jüdische Kindheit und Jugend. Übersetzung aus dem Amerikanischen Dorothea Winkler. Wien: Böhlau, 1996.